# Трітонал
Трітонал — вибухова речовина, що складається з 80% тринітротолуолу і 20% порошкоподібного  алюмінію. Використовується в деяких видах боєприпасів, включаючи авіабомби. Алюміній покращує бризантні властивості тринітротолуолу, забезпечуючи максимальний надлишковий тиск при вибуху.
Трітонал приблизно на 18% могутнішій тринітротолуолу.
Авіабомба Мк 82 містить 87 кг трітоналу, що відповідає енергії вибуху 440 МДж.